# Günther Haase
Pour les articles homonymes, voir Haase.
Günther Haase, né le 11 juin 1925 à Hambourg, est un plongeur allemand.

## Carrière
Günther Haase est médaillé d'or du haut-vol à 10 mètres aux Championnats d'Europe de natation 1950 à Vienne.
Aux Jeux olympiques d'été de 1952, Günther Haase est médaillé de bronze du haut-vol à 10 mètres. Il s'agit de sa seule participation aux Jeux olympiques.